# エンド・オブ・ウォッチ
『エンド・オブ・ウォッチ』(End of Watch) は、デヴィッド・エアー監督による2012年のアメリカ合衆国の映画。ジェイク・ジレンホールとマイケル・ペーニャがロサンゼルス市警察の警察官を演じる。「ロス市警全面協力」で撮影された。全編通して複数の登場人物の持つカメラ映像を中心に物語が進行するファウンド・フッテージ形式の作品である。

## あらすじ
ブライアン・テイラーとマイク・ザヴァラはロサンゼルス市警察でコンビを組む制服警官。結婚を間近に控えたブライアンは携帯型ビデオカメラを持ち歩き、自分の仕事を撮影しながら勤務を行っていた。ある時は路上犯罪者を取り締まり、またある時は炎上する民家に取り残された子供を救出して表彰されたりと、華々しい活躍の日々を送る二人。そんなさなか、彼らはメキシコ系麻薬カルテルのアジトを偶然にも数回発見し摘発に成功。ところがその活躍ぶりから組織に目を付けられ、殺し屋に命を狙われることになる。

## キャスト
※括弧内は日本語吹替
- ブライアン・テイラー：ジェイク・ジレンホール（玉木雅士） - 白人警官。
- マイク・ザヴァラ：マイケル・ペーニャ（加藤清司） - メキシコ系警官。ブライアンの親友で相棒。
- ギャビー：ナタリー・マルティネス（白川万紗子） - マイクの愛妻。
- ジャネット：アナ・ケンドリック（坂井恭子） - ブライアンの恋人。後に結婚。
- ヴァン・ハウザー：デヴィッド・ハーバー（各務立基） - ブライアンと対立している同僚警官。
- 巡査部長：フランク・グリロ（落合弘治）
- オロスコ：アメリカ・フェレーラ（大塚さと） - メキシコ系女性警官。
- Mr. トレー：クリー・スローン（英語版）（鈴木幸二） - アフリカ系ギャング。
- リース警部：ハイメ・フィッツシモンズ（板取政明）
- デイヴィス：コディ・ホーン - 白人女性警官。
- ボニータ：ションドレラ・エイヴリー（英語版）
- ビッグ・イーブル：モーリス・コンプト（髙橋耕次郎） - メキシコ系ギャング。
- ララ: ヤヒラ・“フラキス”・ガルシア（竹内絢子） - メキシコ系女ギャング。

## 製作
デヴィッド・エアーは6日間で脚本を書き上げた。ジェイク・ジレンホールは脚本を受け取った後、1時間で読み終えてすぐにエアーと連絡を取った。ギレンホールとマイケル・ペーニャは、ロサンゼルス市警ニュートン分署の警官の役作りのために5か月間訓練を受けた。2012年9月にエアーは「2010年12月に最初の草案を書いて、4か月後にはプリプロダクション、その数か月後には撮影だった。撮影は去年の8月だった。完成までに13月、凄まじい速さだ。普通はこうはいかない」と述べた。

## 公開
アメリカ合衆国では当初2012年9月28日に公開が予定されていたが、1週前の9月21日に変更され、12月7日に再上映された。

### 批評家の反応
Rotten Tomatoesでは166件の批評家レビューで支持率は85%となった。Metacriticでの加重平均値は37媒体レビューで68/100となった。
『シカゴ・サンタイムズ』のロジャー・イーバートは4ツ星満点を与え、「近年最高の警察映画の一つ」と評した。イーバートは2012年のベストランキングで本作を4位とした。

### 受賞とノミネート
| 賞                               | 部門                 | 候補                   | 結果       |
| -------------------------------- | -------------------- | ---------------------- | ---------- |
| インディペンデント・スピリット賞 | 助演男優賞           | マイケル・ペーニャ     | ノミネート |
| インディペンデント・スピリット賞 | 撮影賞               | ロマン・カシヤノフ     | ノミネート |
| クリティクス・チョイス・アワード | アクション映画男優賞 | ジェイク・ジレンホール | ノミネート |
| MTVムービー・アワード            | ラテティーノ俳優賞   | マイケル・ペーニャ     | ノミネート |